# Hollyweird
Hollyweird is het zesde studioalbum van de Amerikaanse glam metalband Poison. Het album werd op 21 maart 2002 uitgegeven door het onafhankelijk label van de band zelf, Cyanide Music.

## Productie en marketing
Geconfronteerd met platenlabels die van de band eisten om oud materiaal in een nieuw jasje te steken, besliste de band om het album door hun eigen label, Cyanide Music, uit te brengen.
Hollyweird werd opgenomen in de Henson Recording Studios in Hollywood en de Rock Central Studios in Sherman Oaks (Los Angeles) met producent Thom Panunzio.

## Thema's en nummers
De thema's betreffen bijna uitsluitend de beproevingen gepaard gaande met succes in Hollywood, een thema dat eerder al in bod kwam in het lied "Fallen Angel" van het album Open Up and Say...Ahh!.
De eerste single die uit het album uitgegeven werd, was "Squeeze Box", een cover van The Who.
Bobby Dall over The Who-cover “Squeeze Box”

...Eigenlijk was het Rikki's idee. Wanneer we repeteerden... om het ijs te breken voor de nieuwe opname... voordat we startten met vechten en redetwisten, namen we een lijst met covers en remakes door... Het was de song die ons bijbleef, en ik denk dat het perfect bij onze band past. Het heeft een goede melodie en vocals, maar het bood ons ook nog improvisatiekansen... het was een soort van open palet voor ons.

## Lijst van nummers
1. "Hollyweird" - 3:13
2. "Squeeze Box" - 2:29
3. "Shooting Star" - 4:36
4. "Wishful Thinkin'" - 2:46
5. "Get 'Ya Some" - 4:19
6. "Emperor's New Clothes" - 2:12
7. "Devil Woman" - 3:44
8. "Wasteland" - 3:53
9. "Livin' In The Now" - 2:35
10. "Stupid, Stoned and Dumb" - 3:07
11. "Home (Bret's Story)" - 2:47
12. "Home (C.C.'s Story)" - 2:44
13. "Rockstar" - 3:33

## Voetnoten
Leden: Bret Michaels · C.C. DeVille · Bobby Dall · Rikki Rockett

Ex-leden: Blues Saraceno · Richie Kotzen · Matt Smith

Studioalbums: Look What the Cat Dragged In · Open up and say... ahh! · Flesh & Blood · Native Tongue · Crack a Smile... and More! · Power to the People · Hollyweird · Poison'd!

Compilaties: Poison's Greatest Hits: 1986-1996 · Poison - Rock Champions · Best of Ballads & Blues · Rock Breakout Years: 1987 · The Best of Poison: 20 Years of Rock · Great Big Hits: Live Bootleg

Livealbums: Swallow This Live · Seven days live